# Gabrje pri Jančah
Gabrje pri Jančah so naselje v Mestni občini Ljubljana.